# ماشینی کردن
ماشینی کردن یا مکانیزه کردن یا مکانیزاسیون به معنی استفاده از ماشین به منظور کاهش نیروی انسانی مورد نیاز برای انجام فعالیت مورد نظر است. در مکانیزاسیون، فعالیت ماشین، جایگزین یا مکمل فعالیت انسان در پردازش اطلاعات یا تولید محصول می‌شود. در مکانیزاسیون برخلاف اتوماسیون، ماشین الزاماً توسط انسان هدایت می‌گردد.

## مکانیزاسیون در کشاورزی

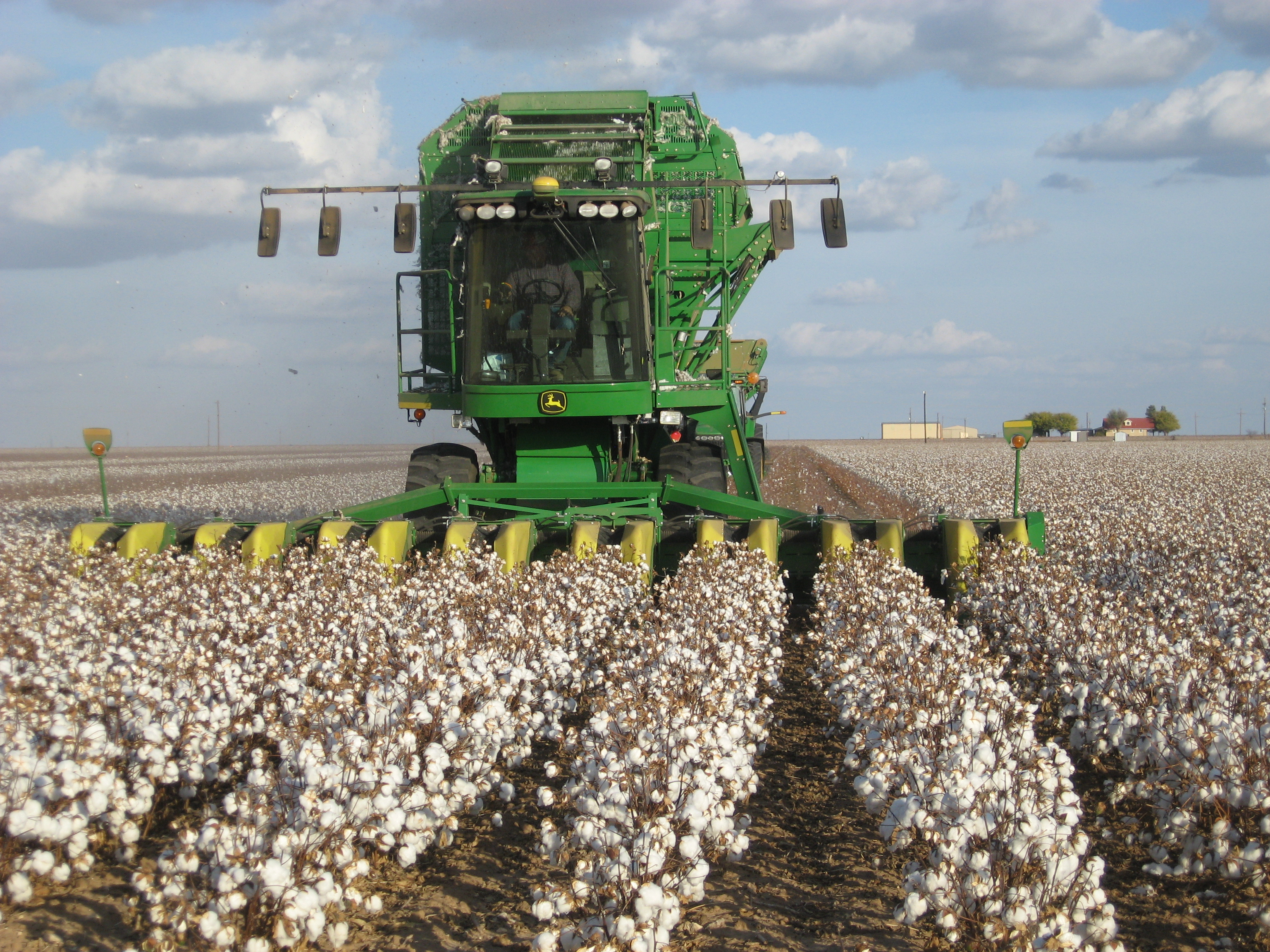
برداشت پنبه توسط ماشین‌آلات کشاورزی یک نمونه از ماشینی‌کردن صنعت کشاورزی است.

افزایش تولید و بهره‌وری، کاهش هزینه، انجام به موقع عملیات و کاهش سختی کار از جمله دلائل گرایش به مکانیزاسیون در کشاورزی به‌شمار می‌رود.